# نشري
مولانا محمد نشري (ولد 1450م - توفي 1520م)، كما يشار إليه باسم نشري (بالتركية العثمانية: نشري)‏، مؤرخ عثماني، وممثل بارز للتاريخ العثماني المبكر.
لا يُعرف سوى القليل عن نشري، مما يوحي بأنه لم يكن شخصية أدبية رئيسية خلال حياته. وتشير إليه المصادر المعاصرة بلقب متواضع هو مُدرّس، مما يشير إلى أنه لم يكن يشغل منصبًا رفيعًا. وهو معروف بأنه مؤلف التاريخ العالمي Cosmorama أو Cihan-Nümâ . فقط الجزء السادس والأخير من هذا العمل محفوظ اليوم. ربما أكمله في نهاية ثمانينات القرن التاسع عشر أو بداية تسعينات القرن التاسع عشر من خلال تجميع العديد من المصادر المختلفة، سواء من المؤلفين المعروفين أو غير المعروفين.
شهد نشري وفاة محمد الفاتح عام 1481م وأعمال الشغب الإنكشارية التي تلت ذلك. استندت بعض أجزاء نصه إلى أعمال عاشق باشا زاده، وهو ممثل آخر للتأريخ العثماني المبكر.